# Betatron

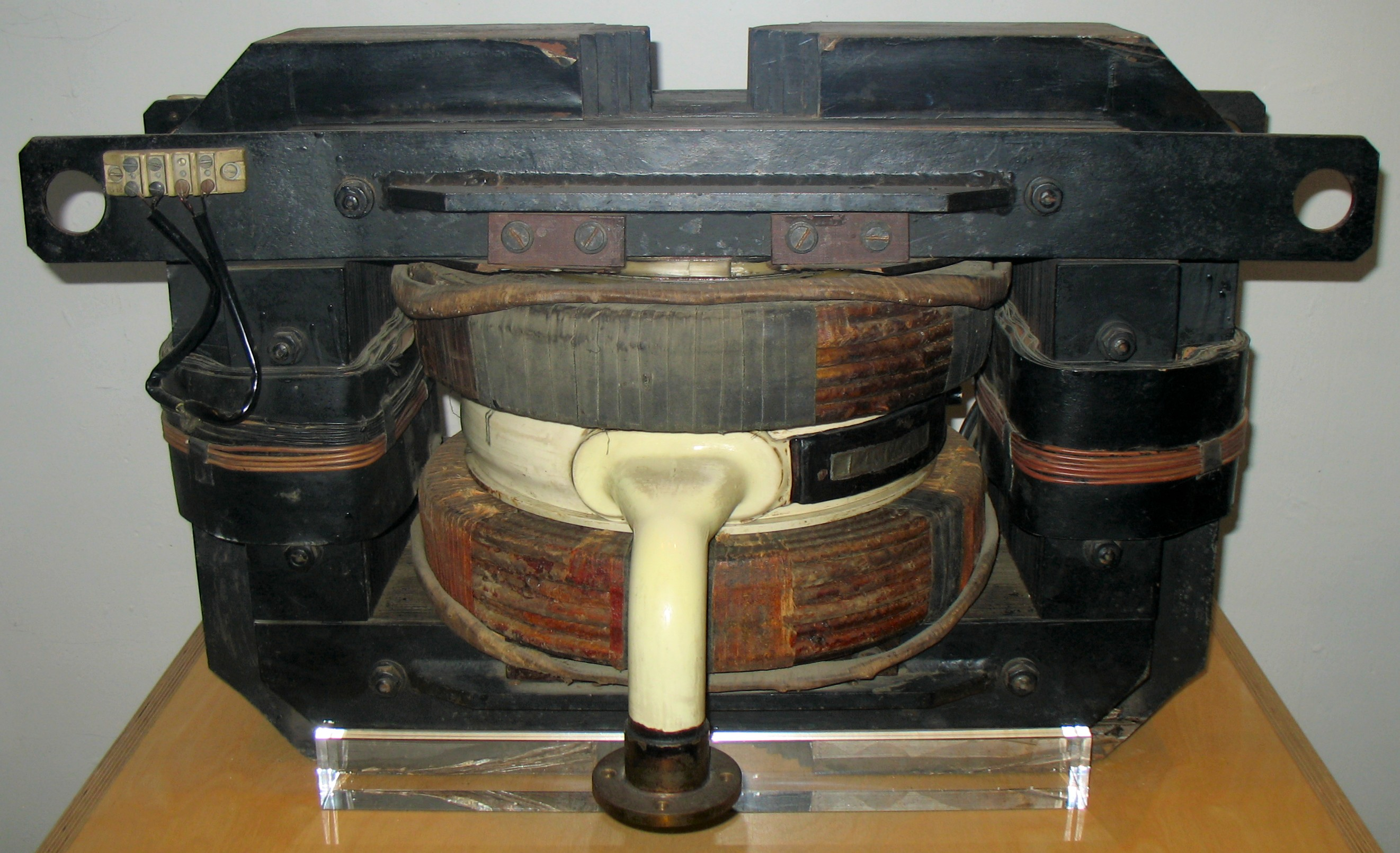
Figura 1: Betatron de 6 MeV, 1942.

O betatron é um tipo de acelerador de partículas. Mais especificamente, é um acelerador de elétrons cíclico. Foi desenvolvido por Donald Kerst na Universidade de Illinois em 1940. 
O betatron é essencialmente um transformador elétrico, que possui como enrolamento secundário, uma câmara de vácuo de formato toroidal. É nesta câmara que os elétrons são injetados e acelerados. Ele recebeu este nome pelo fato das partículas beta serem elétrons de alta energia.

## Princípio de funcionamento

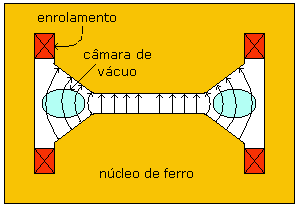
Figura 2: Esquema em perfil do Betatron.

A figura 2 apresenta um esquema em perfil do betatron, em que é possível ver o enrolamento primário, o núcleo de ferro e a câmara de vácuo.
Uma corrente alternada fluindo no enrolamento primário provoca o surgimento de um campo magnético variável sobre a câmara. Este campo magnético variável induz um campo elétrico (lei de Faraday) tangencial à câmara, gerando uma força que acelera os elétrons numa trajetória circular.
Para garantir que trajetória seja estável, é necessário garantir que:
{\displaystyle \theta _{0}=2\pi r_{0}^{2}H_{0}}
onde: 
{\displaystyle \theta _{0}}  é o fluxo magnético na área que compreende a trajetória dos elétrons,
{\displaystyle r_{0}}  é o raio da órbita do elétron,
{\displaystyle H_{0}}  é o campo magnético na posição {\displaystyle r_{o}}.
O campo {\displaystyle H_{o}} corresponde à metade do campo magnético médio sobre toda a área da órbita, ou seja:
{\displaystyle H_{0}={\frac {1}{2}}{\frac {\theta _{0}}{\pi r_{0}^{2}}}}

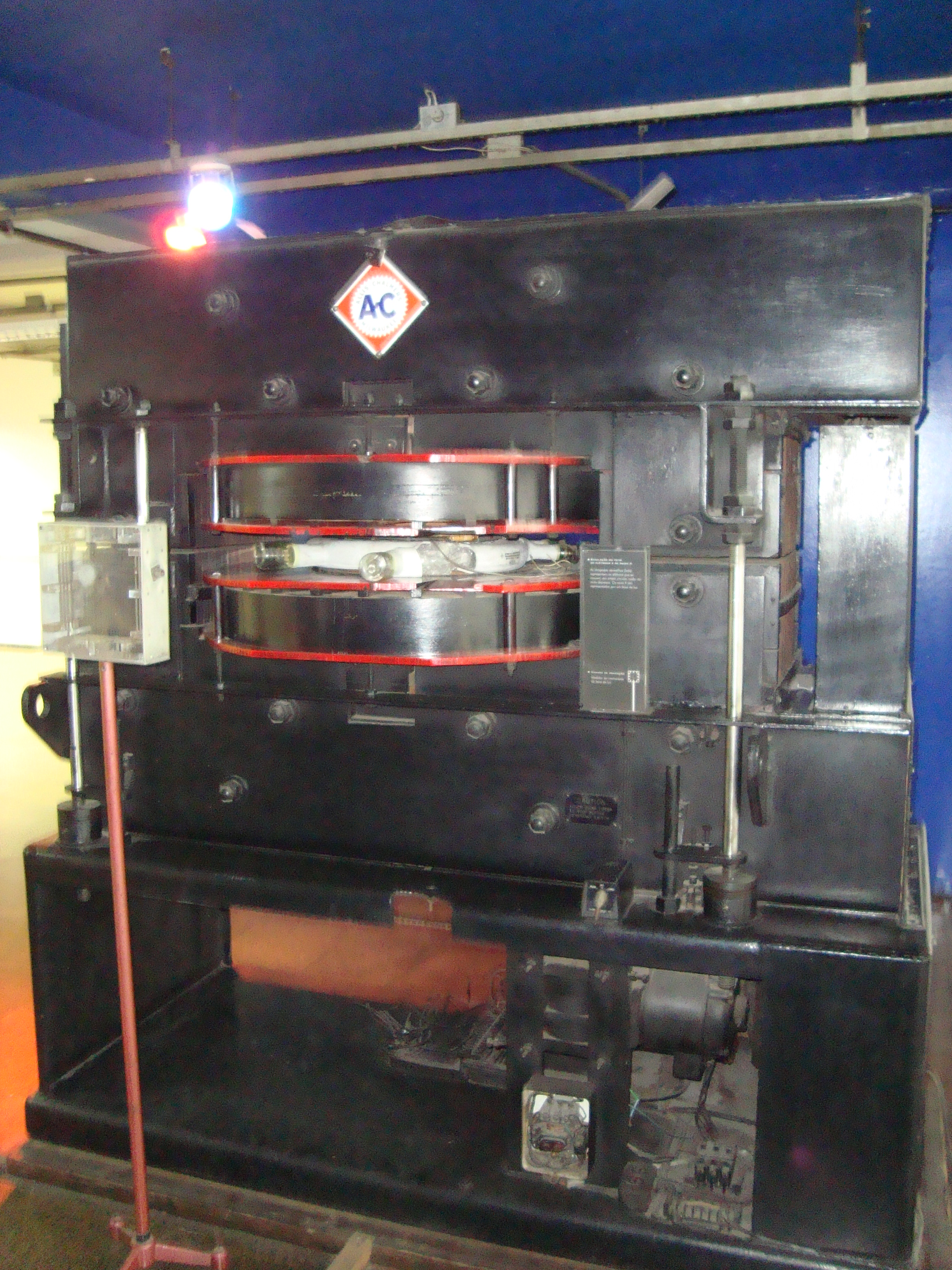
Figura 3: Antigo betatron da Universidade de São Paulo

Esta condição é conhecida por condição betatron e para obtê-la o núcleo de ferro deve ter uma forma semelhante ao apresentado na figura 2. Além disso, a forma do núcleo gera um campo magnético não uniforme na região da câmara, isso é necessário para garantir simultaneamente a focalização radial e vertical dos elétrons.
No Brasil o primeiro betatron foi montado pelo Prof. Marcelo Damy e instalado no Departamento de Física da Faculdade de Filosofia Ciências e Letras da Universidade de São Paulo (atualmente Instituto de Física da USP) em 1949. Hoje, este betatron encontra-se em exposição na Estação Ciência, figura 3.